# ФК „Млада гвардия“ (Розово)
ФК „Младия гвардия“ е футболен клуб от село Розово, област Стара Загора. През сезон 2022/23 се състезават в ОФГ Стара Загора.

## Сезони
| Сезон   | Група            | Място  |
| ------- | ---------------- | ------ |
| 2008/09 | ОФГ Стара Загора | 8/11   |
| 2009/10 | ОФГ Стара Загора | 10/12  |
| 2012/13 | ОФГ Стара Загора | 17/18  |
| 2013/14 | ОФГ Стара Загора | 10/14  |
| 2014/15 | ОФГ Стара Загора | 10/12  |
| 2015/16 | ОФГ Стара Загора | 7/14   |
| 2016/17 | ОФГ Стара Загора | 9/14   |
| 2017/18 | ОФГ Стара Загора | 11/13  |
| 2018/19 | ОФГ Стара Загора | 11/12  |
| 2019/20 | ОФГ Стара Загора | 13/13* |
| 2022/23 | ОФГ Стара Загора |        |

(*) Сезонът не завършва.

## Купа на АФЛ
| Сезон   | Турнир      | Етап                             | Отбор            | Резултат |
| ------- | ----------- | -------------------------------- | ---------------- | -------- |
| 2016/17 | Купа на АФЛ | Област Стара Загора - 1/2 финали | Миньор (Раднево) | 0:3      |